# Daadmadheedh
Daadmadheedh (ibland även Oodweyne) är en region i västra Somaliland. Den bröt sig ur Togdheerregionen. Huvudorten är Odweyne.